# آژانس دوستی
آژانس دوستی مجموعه‌ای تلویزیونی به کارگردانی گروهی مشتمل بر احمد رمضان‌زاده، محرم زینال‌زاده، حمیدرضا صلاحمند، امیر قویدل، کاوه دژکام و اکبر منصور فلاح ساخته شد و در سال ۱۳۷۸ از شبکه ۱ سیما پخش گردید. این سریال همچنین از شبکه آی‌فیلم بازپخش شده‌است.
احمد رمضان‌زاده کارگردان اصلی سریال بودجه تولید حدود شصت قسمت از این سریال را نزدیک به صد میلیون تومان دانسته‌است و متذکر شده که مشکلات مالی مانع تولید فصل سوم سریال بوده‌است.

## فهرست بازیگران

### بازیگران ثابت
| بازیگر               | نقش          | توضیحات           |
| -------------------- | ------------ | ----------------- |
| فردوس کاویانی        | فردوس تهرانی | رانندهٔ آژانس      |
| اسماعیل داورفر       | آقای رئوفی   | مدیر آژانس        |
| حسین پناهی           | هوشنگ رئوفی  | رانندهٔ آژانس      |
| پژمان بازغی          | جواد         | رانندهٔ آژانس      |
| حمید لولایی          | کامیاب       | رانندهٔ آژانس      |
| اصغر همت             | احمد گودرزی  | رانندهٔ آژانس      |
| سحر جعفری جوزانی     | صدیقه        | همسر جواد         |
| فتح‌الله جعفری جوزانی | مهندس ولی    | دوست هوشنگ        |
| زویا امامی           | خانم تهرانی  | همسر فردوس تهرانی |
| ماهپاره چگینی        | بی بی        | مادر فردوس تهرانی |

### بازیگران مهمان
- علی نصیریان
- میرصلاح حسینی
- نیکو خردمند
- جعفر بزرگی
- آرزو افشار
- مرجان محتشم
- عباس حقیقی
- رضا شفیعی‌جم
- آهو خردمند
- سیما تیرانداز
- رضا بنفشه‌خواه
- الهام پاوه‌نژاد
- سپیده گلچین
- ولی شیراندامی
- ژاله صامتی
- آتش تقی‌پور
- پروین‌دخت یزدانیان
- اصغر بیچاره
- داریوش اسدزاده
- کامران فیوضات
- یوسف تیموری
- حمیرا ریاضی
- مهرانه مهین ترابی
- سعدی افشار
- مریم بوبانی
- عباس محبوب
- نیلوفر دوستی
- محرم بسیم
- توران قادری
- علی اوسیوند
- فلامک جنیدی
- زهره فکورصبور
- پروین میکده
- احمدرضا اسعدی
- امیر غفارمنش
- کامبیز دیرباز
- ایرج سنجری
- هاشم روحانی
- رضا محمدزاده
- سید ابراهیم عمادی
- شراره رخام
- ایرج خدری
- اکبر منصور فلاح
- شهرام زرگر

## فهرست قسمت‌ها
| قسمت | داستان                           | کارگردان        | نویسنده                               |
| ---- | -------------------------------- | --------------- | ------------------------------------- |
| ۱    | افتتاحیه آژانس دوستی             | احمد رمضان‌زاده  | اصغر عبداللهی                         |
| ۲    | شب عید                           | احمد رمضان‌زاده  | حمید جبلی                             |
| ۳    | همسر دوم (قسمت اول)              | امیر قویدل      | سینا سعیدوزیری                        |
| ۴    | همسر دوم (قسمت دوم)              | امیر قویدل      | سینا سعیدوزیری                        |
| ۵    | شب طولانی                        | احمد رمضان‌زاده  | فتح‌الله جعفری جوزانی                  |
| ۶    | لیلی (قسمت اول)                  | محرم زینال‌زاده  | عباس شیخ بابائی                       |
| ۷    | لیلی (قسمت دوم)                  | محرم زینال‌زاده  | عباس شیخ بابائی                       |
| ۸    | مردی از گذشته                    | احمد رمضان‌زاده  | سینا سعیدوزیری                        |
| ۹    | کنکور                            | احمد رمضان‌زاده  | سحر جعفری جوزانی                      |
| ۱۰   | تسبیح                            | احمد رمضان‌زاده  | محمد بکایی                            |
| ۱۱   | طلاق                             | امیر قویدل      | سینا سعیدوزیری پوپک راد (بازنویسی)    |
| ۱۲   | راننده جدید (قسمت اول)           | محرم زینال‌زاده  | سینا سعیدوزیری                        |
| ۱۳   | راننده جدید (قسمت دوم)           | محرم زینال‌زاده  | سینا سعیدوزیری                        |
| ۱۴   | قهرمان شانس                      | محرم زینال‌زاده  | سینا سعیدوزیری                        |
| ۱۵   | نبش خیابان چهاردهم               | احمد رمضان‌زاده  | محمد ایوبی                            |
| ۱۶   | بادبادک                          | احمد رمضان‌زاده  | محمد ایوبی                            |
| ‍۱۷    | صدای دلنشین                      | احمد رمضان‌زاده  | سحر جعفری جوزانی                      |
| ۱۸   | مسافر جهنمی                      | احمد رمضان‌زاده  | سحر جعفری جوزانی                      |
| ۱۹   | تدبیر قانونی (قسمت اول)          | احمد رمضان‌زاده  | احمد معلم                             |
| ۲۰   | تدبیر قانونی (قسمت دوم)          | احمد رمضان‌زاده  | احمد معلم                             |
| ۲۱   | زیارت                            | احمد رمضان‌زاده  | مجتبی اقدامی                          |
| ۲۲   | بچه مردم                         | محرم زینال‌زاده  | محمد ایوبی                            |
| ۲۳   | تماس                             | احمد رمضان‌زاده  |                                       |
| ۲۴   | مادر                             | محرم زینال‌زاده  | عباس شیخ بابائی                       |
| ۲۵   |                                  | کاوه دژکام      | کاوه دژکام                            |
| ۲۶   | جشن عاطفه‌ها                      | احمد رمضان‌زاده  | عباس طهماسبی                          |
| ۲۷   |                                  | حمیدرضا صلاحمند |                                       |
| ۲۸   | خواستگاری (قسمت اول)             | احمد رمضان‌زاده  | احمد رمضان‌زاده سحر جعفری جوزانی       |
| ۲۹   | خواستگاری (قسمت دوم)             | احمد رمضان‌زاده  | احمد رمضان‌زاده سحر جعفری جوزانی       |
| ۳۰   | کفشی برای تو                     | احمد رمضان‌زاده  | ابوالفضل آهنچیان                      |
| ۳۱   | چشم روشنی                        | احمد رمضان‌زاده  | سینا سعیدوزیری                        |
| ۳۲   | سرانجام                          | اکبر منصورفلاح  | حسن مشکلاتی                           |
| ۳۳   | رانندگی برای دوشیزه گومز         | احمد رمضان‌زاده  | سعید شاپوری احمد رمضان‌زاده (بازنویسی) |
| ۳۴   |                                  | احمد رمضان‌زاده  |                                       |
| ۳۵   | سارا                             | اکبر منصورفلاح  | عباس طهماسبی                          |
| ۳۶   | میهمان                           | احمد رمضان‌زاده  | عباس طهماسبی                          |
| ۳۷   | سه شاخه گل سرخ                   | احمد رمضان‌زاده  | سحر جعفری جوزانی                      |
| ۳۸   | رمل (قسمت اول)                   | احمد رمضان‌زاده  | عباس شیخ بابائی نیما سپنتا (بازنویسی) |
| ۳۹   | رمل (قسمت دوم)                   | احمد رمضان‌زاده  | عباس شیخ بابائی نیما سپنتا (بازنویسی) |
| ۴۰   | رمل (قسمت سوم)                   | احمد رمضان‌زاده  | عباس شیخ بابائی نیما سپنتا (بازنویسی) |
| ۴۱   | پری (قسمت اول)                   | اکبر منصورفلاح  | اکبر منصورفلاح                        |
| ۴۲   | پری (قسمت دوم)                   | اکبر منصورفلاح  | اکبر منصورفلاح                        |
| ۴۳   | وسوسه (قسمت اول)                 | احمد رمضان‌زاده  | حسن مشکلاتی                           |
| ۴۴   | وسوسه (قسمت دوم)                 | احمد رمضان‌زاده  | حسن مشکلاتی                           |
| ۴۵   | ایدز (قسمت اول)                  | احمد رمضان‌زاده  | فتح‌الله جعفری جوزانی                  |
| ۴۶   | ایدز (قسمت دوم)                  | احمد رمضان‌زاده  | فتح‌الله جعفری جوزانی                  |
| ۴۷   | راز (قسمت اول)                   | اکبر منصورفلاح  | اکبر منصورفلاح                        |
| ۴۸   | راز (قسمت دوم)                   | اکبر منصورفلاح  | اکبر منصورفلاح                        |
| ۴۹   | به نازکای بال شاپرک‌ها (قسمت اول) | محرم زینال‌زاده  | محمد ایوبی                            |
| ۵۰   | به نازکای بال شاپرک‌ها (قسمت دوم) | محرم زینال‌زاده  | محمد ایوبی                            |
| ۵۱   | روشنایی‌های شب (قسمت اول)         | حمیدرضا صلاحمند | حمیدرضا صلاحمند پوپک راد              |
| ۵۲   | روشنایی‌های شب (قسمت دوم)         | حمیدرضا صلاحمند | حمیدرضا صلاحمند پوپک راد              |
| ۵۳   | اختتامیه                         | اکبر منصورفلاح  | اکبر منصورفلاح                        |